# Marseille Jazz des cinq continents
Marseille Jazz des cinq continents est un festival de jazz qui se déroule tous les ans à Marseille au mois de juillet. La première édition a eu lieu en 2000.

## Histoire

### Marseille Jazz Transfert
En 1997, la ville de Marseille souhaite organiser un festival de jazz et « apporter une animation supplémentaire dans son calendrier estival ». L'opération est à l'initiative de Roger Luccioni, professeur de médecine, conseiller municipal délégué aux musées, et contrebassiste de jazz bien connu sur la scène locale.
Le festival Marseille Jazz Transfert propose des concerts de jazz dans quelques lieux emblématiques de Marseille comme la Vieille Charité et le jardin des Vestiges (1997), les plages du Prado, le Vieux-Port et le palais du Pharo (1998). Le festival regroupe plusieurs évènements : le Garde'n Blues, la fête de la musique, le Latin jazz bodega, des défilés de rue.
Pendant deux ans, Marseille Jazz Transfert voit notamment se produire Johnny Griffin, Jean-Luc Ponty, Diana Krall, Didier Lockwood, Blues Brothers, The Manhattan Transfer, Ahmad Jamal.
Le festival n'est pas reconduit au-delà de sa deuxième édition.

### Jazz des cinq continents
En 2000, Roger Luccioni (toujours adjoint au maire chargé des musées) relance l'idée d'un festival de jazz de plus grande envergure, visant à améliorer l'image culturelle de la ville. Il crée l'association Jazz des cinq continents avec Bernard Souroque (metteur en scène et ancien organisateur de la Feria de Nîmes) et Régis Guerbois. La ligne artistique du festival vise à développer une identité « pluriethnique et pluriculturelle ».
La première édition investit les jardins du palais Longchamp, lieu central à Marseille.
Depuis 2008, la soirée d'ouverture du Festival est une soirée gratuite, donnée en ville (Vieux-Port de Marseille, Friche la Belle de Mai, parvis du stade Vélodrome), avec des artistes locaux ou émergents. Des animations autour du jazz sont proposées (jazz et pétanque, expositions photographiques, peintures, after-hours dans un bistrot-jazz ou un hôtel de luxe, croisières-concerts, etc.)... 

### Marseille Jazz des cinq continents
En 2015, le festival change de nom « pour identifier la ville comme une destination auprès du public international ».
Bernard Souroque, son directeur artistique, décède le 11 octobre 2015. L'équipe se concentre sur elle-même et Hughes Kieffer devient Directeur du Festival. Le Festival évolue et à se déroule sur plusieurs lieux de Marseille comme le Théâtre Silvain, ou le Mucem, en multipliant les occasions de rencontre avec de nouveaux publics, en sollicitant la scène jazz locale et les principales structures culturelles de la Ville. De nombreuses scènes et partenariat s'ouvrent, notamment en Métropole et le Festival propose pas loin de 50 concerts ou manifestations annuelles en 2019. 

## Programmation

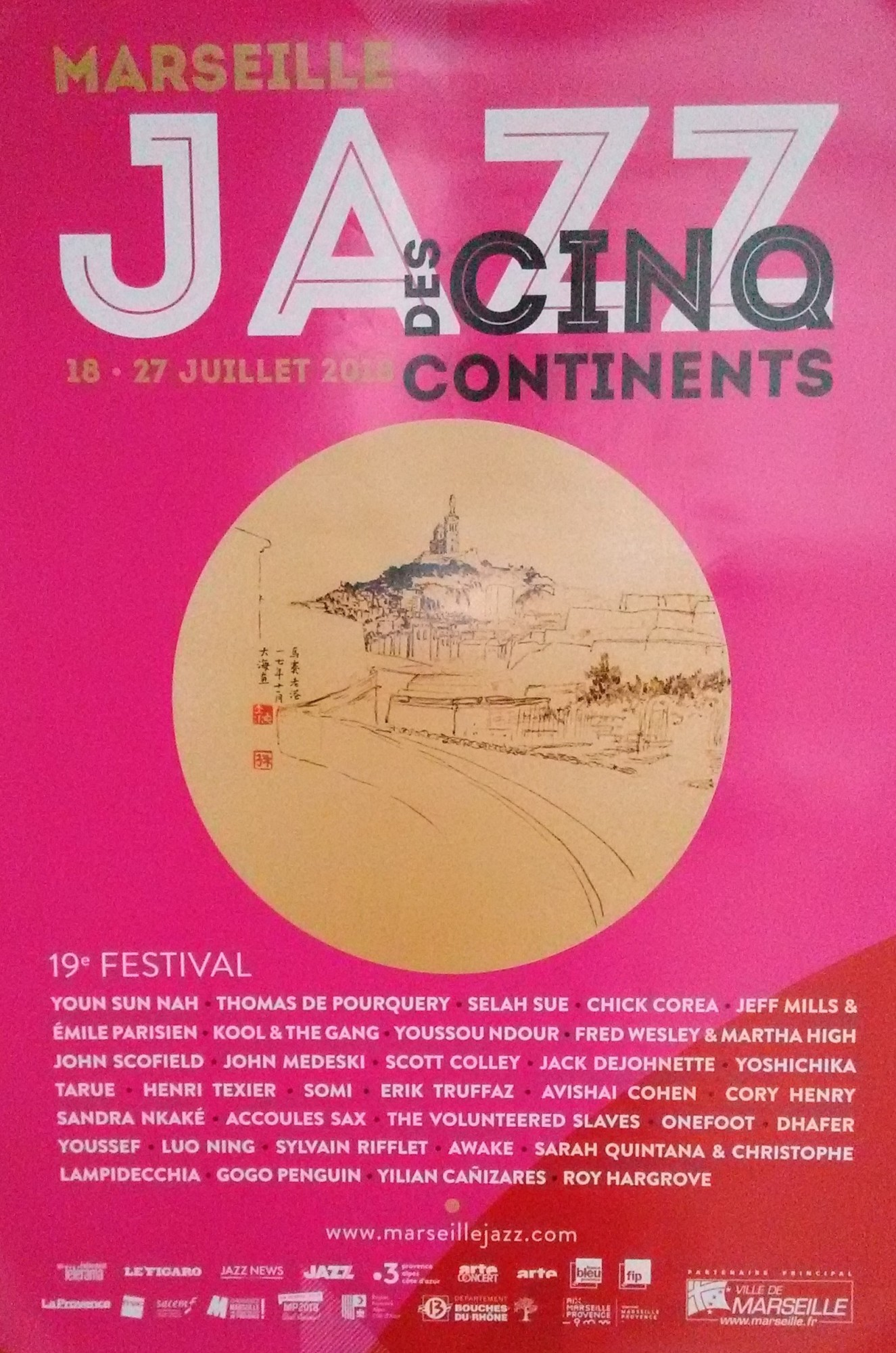
Affiche du festival 2018.

La programmation sur 4 à 6 jours (selon les années entre 2000 et 2009) est passée à 8 jours à partir de 2011, et à 10 jours depuis 2013. Les concerts se déroulent chaque soir en deux parties, la première étant réservée parfois à des artistes locaux ou régionaux, la deuxième présentant des têtes d'affiches comme Herbie Hancock, Wayne Shorter, Wynton Marsalis, Chick Corea en 2011, Pat Metheny, Bobby McFerrin, Sonny Rollins en 2012, Diana Krall, Archie Shepp en 2013.
Des artistes d'autres styles musicaux assurent une fréquentation importante et plus grand public comme Manu Katché, Ray Lema, Stacey Kent, Terez Montcalm, Earth, Wind and Fire, Al Jarreau, George Benson, Gilberto Gil, Chic, Kool and the Gang, Youssou N'Dour.

## Fréquentation
Nombre de spectateurs sur la durée du festival :
- 2000 : 5 000
- 2009 : 13 000
- 2010 : 22 000
- 2011 : 30 000
- 2014 : 35 000[4]
- 2016 : 40 000, dont 22 000 pour les concerts payants[7]
- 2017 : 48 000, dont 25 450 pour les concerts payants.

Le public assiste aux concerts assis sur la pelouse ou le bitume de l'esplanade du parc Longchamp, ou debout selon l'ambiance ou la fréquentation, qui à partir de 2012 atteint la capacité d'accueil de 3 000 personnes.
En 2018, la jauge est augmentée jusqu'à 3 500 spectateurs avec l'implantation d'écrans géants.

## Budget
En 2002, le budget du festival est de 350 000 euros, 700 000 euros en 2010, 1 400 000 euros en 2012, 1 875 000 en 2015, 2 300 000 en 2016. Le tarif normal de l'entrée en 2019 est de 35 à 38 euros pour les concerts payants, prix qualifié de « raisonnable » par Régis Guerbois.
Un rapport cinglant de la chambre régionale des comptes (CRC) sur la période de 2015 à 2022 souligne un « haut niveau de dépendance » aux financements des institutions locales, proche de 54% dont 70% par la ville de Marseille. Les tarifs de billetterie n’ont plus évolué depuis 2017, et en 2019, la part d’invitations variait de 63 à 81%, et elles étaient données « les personnalités et les partenaires, ainsi que les adhérents et les salariés de l’association » plutôt qu'aux nouveaux publics. La chambre pointe aussi de possibles conflits d'intérêts entre mécènes et pestataires et la gestion interne de l’association. 